# Distrito de Paranday
El Distrito de Paranday es uno de los diez distritos de la Provincia de Otuzco, ubicada en el Departamento de La Libertad, bajo la administración del Gobierno regional de La Libertad, en el Perú.
Desde el punto de vista jerárquico de la Iglesia católica forma parte de la Arquidiócesis de Trujillo.

## Historia
Fue creado por Ley del 28 de abril de 1959, en el segundo gobierno del Presidente Manuel Prado Ugarteche. 

## Geografía
Abarca unas superficie de 21,46 km².

## Autoridades

### Municipales
- 2011 - 2014[2]
  - Alcalde:  Juan Carlos Vilca Taboada, del Partido Alianza para el Progreso (APP).
  - Regidores: Gerardo Sigifredo Minchola Ibáñez (APP), Luis Enrique Ríos Sebastián (APP), Juan Manuel Calderón Roque (APP), Orilda Leonor García Collantes (APP), Elio Ricardo Mantilla Gómez (Súmate – Perú Posible).[3]
- 2007 - 2010
  - Alcalde: Juan Carlos Vilca Taboada, del Partido Alianza para el Progreso.

### Policiales
- Comisario: Mayor PNP.

### Religiosas
- Arquidiócesis de Trujillo[4]
  - Arzobispo de Trujillo: Monseñor Héctor Miguel Cabrejos Vidarte, OFM.[5]
- Parroquia
  - Párroco: Pbro.